# لاله سیاه
لالهٔ سیاه (به فرانسوی: La Tulipe noire) نام یک رمان تاریخی نوشتهٔ الکساندر دوما (پدر)، نویسندهٔ اهل فرانسه است.

## داستان
داستان با یک رویداد تاریخی آغاز می‌شود. در سال ۱۶۷۲ با مجازات یک حقوق بگیر هلندی اعظم توسط یک اوباش هموطن خود ماجرا آغاز می‌شود؛ که توسط بسیاری به عنوان یکی از دردناک‌ترین وقایع تاریخ هلند به‌شمار می‌رود. این رخداد به گونه‌ای دراماتیک و با آب و تاب بسیار توسط الکساندر دوما شرح داده شده. خط اصلی داستان در طول هجده ماه اتفاق می‌افتد. در همین حین شهرداری هارلم برای کسی که بتواند یک لالهٔ سیاه رشد دهد جایزه‌ای ۱۰۰٬۰۰۰ گیلدری تعیین کرده. رقابت بین بهترین باغبان‌های کشور برای به‌دست آوردن جایزه و شهرت و افتخار به اوج خود رسیده. تنها قدیمی‌ترین شهروندان که نزدیک به سی سال قبل ساکن این شهر بوده‌اند لاله‌ای سیاه را به یاد دارند و خود آن شهروندان نیز خود را وارد جریان مسابقه می‌کنند. ناگهان یک جوان بورژوازی زمانی که تقریباً موفق شده بود به زندان می‌افتد. او در آنجا دختر یک نگهبان زندان را ملاقات می‌کند، دختری بسیار زیبا. کسی که مایه تسلی و یاری‌رسان او خواهد شد و در نهایت نیز به منجی او بدل خواهد گشت.

## شخصیت‌ها
پادشاه انگلستان ویلیام سوم،
پادشاه فرانسه لوئی چهاردهم،
کورنلیوس د ویت،
یوهان د ویت،
سرهنگ فن دیکن،
دکتر کورنلیوس ون بارلی،
کنت تیلی،
گریفوس،
رزا.